# Tyron Johnson
* solo in precampionato e/o in squadra di allenamento
Tyron Johnson (New Orleans, 8 gennaio 1996) è un giocatore di football americano statunitense che milita come wide receiver per i Dallas Cowboys della National Football League (NFL). Nel 2019 ha firmato da undrafted free agent con gli Houston Texans. Al college ha giocato per l'Università statale della Louisiana e per l'Università statale di Oklahoma.

## Carriera universitaria
Johnson, originario di New Orleans in Louisiana, ha cominciato a giocare a football nella locale Warren Easton High School dove si mise in evidenza come wide receiver.
Johnson ricevette offerte da svariati college e decise di iscriversi nel 2015 all'Università statale della Louisiana (LSU) con i Tigers impegnati nella Southeastern Conference (SEC) della Divisione I della Football Bowl Subdivision (FBS) della NCAA. Con i Tigers nella stagione 2015 giocò 9 partite, nessuna da titolare, con 9 ricezioni per 150 yard e 2 touchdown.
Nel 2016 Johnson si trasferì all'Università statale di Oklahoma (OSU) andando a giocare con i Cowboys, impegnati nella Big 12 Conference (Big-12) della Divisione I della Football Bowl Subdivision (FBS) della NCAA. Nel suo primo anno con i Cowboys, viste le regole sui trasferimenti adottate dalla NCAA, fu redshirt, poteva quindi allenarsi con la squadra senza disputare gare ufficiali. Nella stagione 2017 giocò 11 partite, nessuna da titolare, con 18 ricezioni per 293 yard e 3 touchdown e a fine anno fu inserito tra i migliori giocatori della conference (First Team All-Big 12). Nel 2018 fece registrare 53 ricezioni per 845 yard e 7 touchdown. 
Il 14 gennaio 2019 Johnson si è dichiarato eleggibile per il Draft NFL, rinunciando all'ulteriore anno a disposizione nel football di college.
Nei suoi quattro anni al college Johnson giocò complessivamente 33 partite, con 80 ricezioni per 1.288 yard e 12 touchdown.
| Stagione | Stagione | Stagione   | Stagione   | Stagione | Stagione | Ricezioni | Ricezioni | Ricezioni | Ricezioni | Ricezioni |
| Anno     | Squadra  | Campionato | Conference | P        | PT       | Ric       | Yard      | Media     | Max       | TD        |
| -------- | -------- | ---------- | ---------- | -------- | -------- | --------- | --------- | --------- | --------- | --------- |
| 2015     | LSU      | FBS Div. I | SEC        | 9        | 0        | 9         | 150       | 16,7      | 61        | 2         |
| 2016     | OSU      | FBS Div. I | Big-12     | 0        | 0        | redshirt  | redshirt  | redshirt  | redshirt  | redshirt  |
| 2017     | OSU      | FBS Div. I | Big-12     | 11       | 0        | 18        | 293       | 15,3      | 60        | 3         |
| 2018     | OSU      | FBS Div. I | Big-12     | 13       | 13       | 53        | 845       | 15,9      | 64        | 7         |
| Totale   | Totale   | Totale     | Totale     | 33       | 13       | 80        | 1.288     | 16,1      | 64        | 12        |

Fonte: Football Database
In grassetto i record personali in carriera

## Carriera professionistica

### Houston Texans
Johnson non fu scelto nel corso del Draft NFL 2019 e il 27 aprile 2019 firmò da undrafted free agent con gli Houston Texans. Il 31 agosto 2019 Johnson non rientrò nel roster attivo dei Texans e fu svincolato.

### Buffalo Bills
Il 2 settembre 2019 Johnson firmò per la squadra di allenamento dei Buffalo Bills ma fu poi svincolato il 18 settembre 2019.

### Houston Texans (2º giro)
Il 23 settembre 2019 Johnson firmò per la squadra di allenamento degli Houston Texans, ma fu poi svincolato due giorni dopo.

### Carolina Panthers
Il 2 ottobre 2019 Johnson firmò per la squadra di allenamento dei Carolina Panthers ma fu poi svincolato il 15 ottobre 2019.

### Los Angeles Chargers
Il 3 dicembre 2019 Johnson firmò per la squadra di allenamento dei Los Angeles Chargers. Il 30 dicembre 2019 Johnson firmò da riserva/contratto futuro con i Chargers. Il 5 settembre 2020 i Chargers svincolarono Johnson per poi contrattualizzarlo il giorno successivo con la squadra di allenamento. Il 3 ottobre 2020 Johnson fu spostato nella squadra attiva per la partita della settimana 4 contro i Tampa Bay Buccaneers, dove Johnson realizzò la sua prima ricezione da professionista su un passaggio in touchdown di 53 yard del quarterback rookie Justin Herbert. Il 5 ottobre 2020 Johnson fu rispostato nella squadra di allenamento per poi essere rimesso nella squadra attiva il 9 ottobre 2020. Johnson giocò saltuariamente in stagione collezionando complessivamente apparizioni in 12 partite, con 20 ricezioni e 3 touchdown.
Prima dell'inizio della stagione 2021 Johnson non rientrò nel roster attivo dei Chargers e il 31 agosto 2021 fu svincolato.

### Jacksonville Jaguars
Il 1º settembre 2021 Johnson firmò con i Jacksonville Jaguars. Johnson giocò in stagione in 5 partite con solo 1 ricezione prima di essere nuovamente svincolato il 16 novembre 2021.

### Las Vegas Raiders
Il 18 novembre 2021 Johnson firmò per la squadra di allenamento dei Las Vegas Raiders e l'8 gennaio 2022 fu promosso nella squadra attiva.
All'inizio della stagione 2022 Johnson fu confermato nel roster attivo, ma fu poi svincolato il 7 ottobre 2022 per poi essere contrattualizzato qualche giorno dopo con la squadra di allenamento. Il 22 ottobre 2022 Johnson fu svincolato dai Raiders.

### Houston Texans (3º giro)
Il 25 ottobre 2022 Johnson tornó per la terza volta in carriera a giocare per gli Houston Texans con cui firmò da free agent per il roster attivo. Johnson giocò la sua prima partita da titolare in carriera nella partita della settimana 9, la sconfitta 29-17 contro i Philadelphia Eagles, dove fece anche la sua prima ricezione con i Texans. Il 16 novembre 2022 Johnson fu svincolato per fare posto nel roster attivo ad Amari Rodgers.

### Cincinnati Bengals
Il 29 novembre 2022 Johnson firmò per la squadra di allenamento dei Cincinnati Bengals.

### San Francisco 49ers
Il 6 febbraio Johnson firmò da riserva/contratto futuro con i San Francisco 49ers. Fu svincolato l'11 maggio 2023.

### Dallas Cowboys
Il 5 giugno 2023 Johnson firmò con i Dallas Cowboys. Fu svincolato il 29 agosto 2023 e poi contrattualizzato con la squadra di allenamento il giorno successivo.

## Statistiche

### Stagione regolare
| Stagione | Stagione | Stagione | Stagione | Ricezioni                    | Ricezioni                    | Ricezioni                    | Ricezioni                    | Ricezioni                    |
| Anno     | Squadra  | P        | PT       | Ric                          | Yard                         | Media                        | Max                          | TD                           |
| -------- | -------- | -------- | -------- | ---------------------------- | ---------------------------- | ---------------------------- | ---------------------------- | ---------------------------- |
| 2019     | HOU      | 0        | 0        | nella squadra di allenamento | nella squadra di allenamento | nella squadra di allenamento | nella squadra di allenamento | nella squadra di allenamento |
| 2020     | LAC      | 12       | 0        | 20                           | 398                          | 19,9                         | 55                           | 3                            |
| 2021     | LAC      | 0        | 0        | 0                            | 0                            | 0,0                          | 0                            | 0                            |
| 2021     | JAC      | 5        | 0        | 2                            | 16                           | 8,0                          | 10                           | 0                            |
| 2021     | LV       | 5        | 0        | 0                            | 0                            | 0,0                          | 0                            | 0                            |
| 2022     | LV       | 2        | 0        | 0                            | 0                            | 0,0                          | 0                            | 0                            |
| 2022     | HOU      | 2        | 1        | 1                            | 8                            | 8,0                          | 8                            | 0                            |
| 2022     | CIN      | 0        | 0        | nella squadra di allenamento | nella squadra di allenamento | nella squadra di allenamento | nella squadra di allenamento | nella squadra di allenamento |
| Totale   | Totale   | 26       | 1        | 23                           | 422                          | 18,4                         | 55                           | 3                            |

### Playoff
| Stagione | Stagione | Stagione | Stagione | Ricezioni | Ricezioni | Ricezioni | Ricezioni | Ricezioni |
| Anno     | Squadra  | P        | PT       | Ric       | Yard      | Media     | Max       | TD        |
| -------- | -------- | -------- | -------- | --------- | --------- | --------- | --------- | --------- |
| 2021     | LV       | 1        | 0        | 0         | 0         | 0,0       | 0         | 0         |
| Totale   | Totale   | 1        | 0        | 0         | 0         | 0,0       | 0         | 0         |

Fonte: Football Database
In grassetto i record personali in carriera - Statistiche aggiornate alla stagione 2022 